# Patagosaurus fariasi
Patagosaurus fariasi es la única especie conocida del género extinto Patagosaurus ("lagarto de la Patagonia") de dinosaurio saurópodo eusauropodo que vivió a mediados del período Jurásico, hace aproximadamente 163 y 161 millones de años, en el Calloviense en lo que hoy es la Sudamérica. El largo del fémur ronda entre 1 y 1,50 metros de longitud, lo que nos da una idea del tamaño del animal, Patagosaurus llegó a medir 18 metros de largo y, como otros eusaurópodos primitivos, tenían una contextura robusta, similar a la de Cetiosaurus en su apariencia general. El género, descrito por José Fernando Bonaparte en 1979, que nombró a la especie tipo como Patosaurus fariasi es conocido por los restos fósiles de al menos 6 individuos, aunque parte del material puede pertenecer a otros tipos de dinosaurio. Algunos autores como Bonaparte y Upchurch ubican a Patagosaurus en la familia Cetiosauridae, pero no todos sus colegas están de acuerdo. Otros dinosaurios que vivieron en el mismo territorio, hoy argentino, aproximadamente al mismo tiempo fueron Piatnitzkysaurus, Condorraptor y Amygdalodon.
Dado que Patagosaurus se conoce a partir de muchos especímenes, incluido al menos un juvenil, su anatomía y crecimiento se comprenden bastante bien. Ambas edades exhiben las características típicas de un saurópodo, cuello largo, cabeza pequeña, cola larga y cuadrúpedo. El juvenil exhibe características diferentes al adulto en regiones como la mandíbula , la cintura pectoral , la pelvis y las extremidades posteriores , aunque en general su anatomía es bastante similar. Los muchos especímenes conocidos ayudan a llenar los vacíos en la anatomía del género, como la extremidad anterior y el cráneo. Partes del esqueleto, como la cintura pectoral, la tibia y el pubis son más robustas , mientras que otras, como la extremidad anterior e isquion , son más gráciles. El material de Patagosaurus es similar a taxones estrechamente relacionados como Cetiosaurus y Volkheimeria, géneros más primitivos como Barapasaurus y Amygdalodon y más derivados como Diplodocus y Camarasaurus.

## Descripción

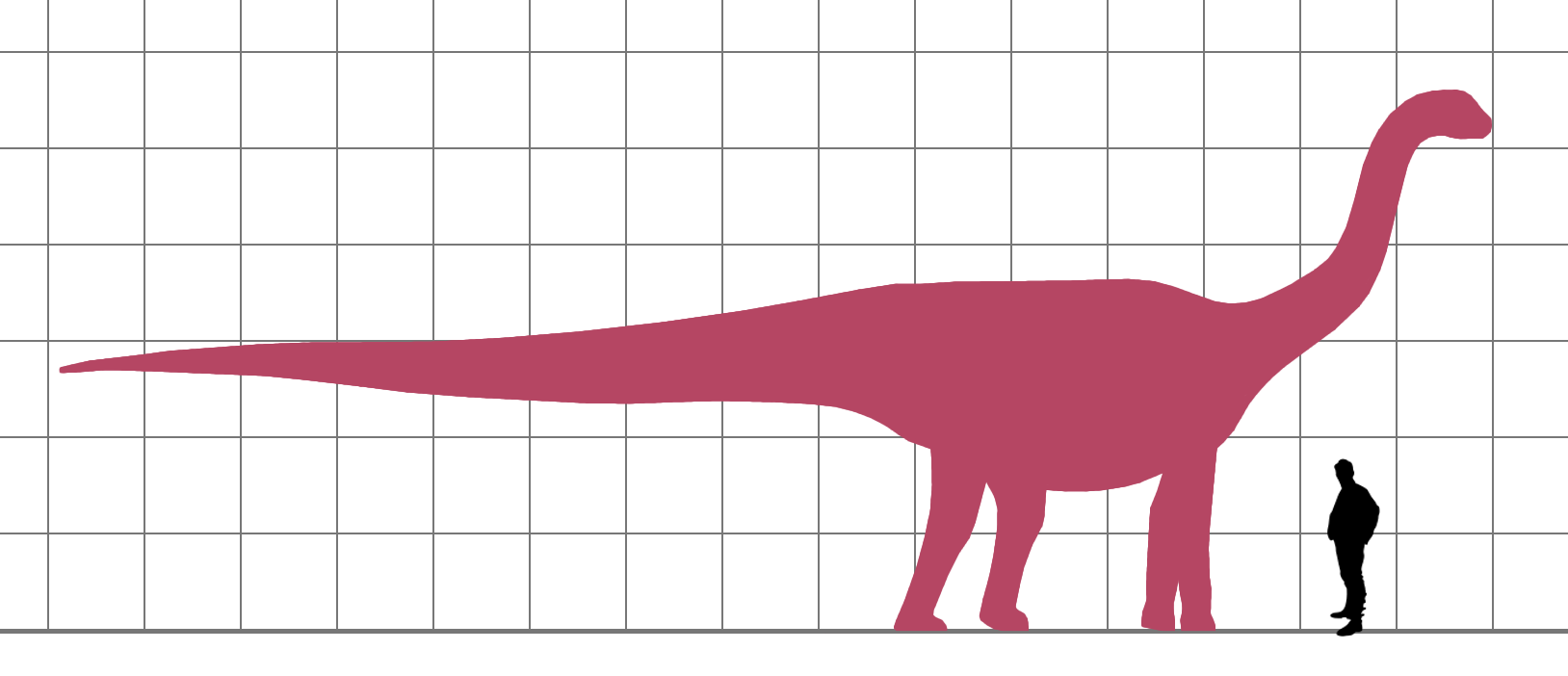
Comparación con un humano.

Patagosaurus es un saurópodo que poseía el plan corporal general y no especializado de ser cuadrúpedo, un cuello alargado, una cabeza pequeña y una cola muy larga. Por lo tanto, es similar a Cetiosaurus y otros géneros relacionados, que poseían la misma morfología. Se ha estimado que medía unos 16,5 metros de largo y pesaba unas 7,88 toneladas. Una estimación anterior de John S. McIntosh y sus colegas en 1997, encontró que Patagosaurus tenía aproximadamente 15 metros de largo y también 9,44 toneladas métricas de peso, similar a las estimaciones posteriores de Holtz. Un estudio de 2006 de Donald M. Henderson calculó que el peso del Patagosaurus era de 7,89 toneladas, una estimación menor que la de McIntosh.

### Cráneo

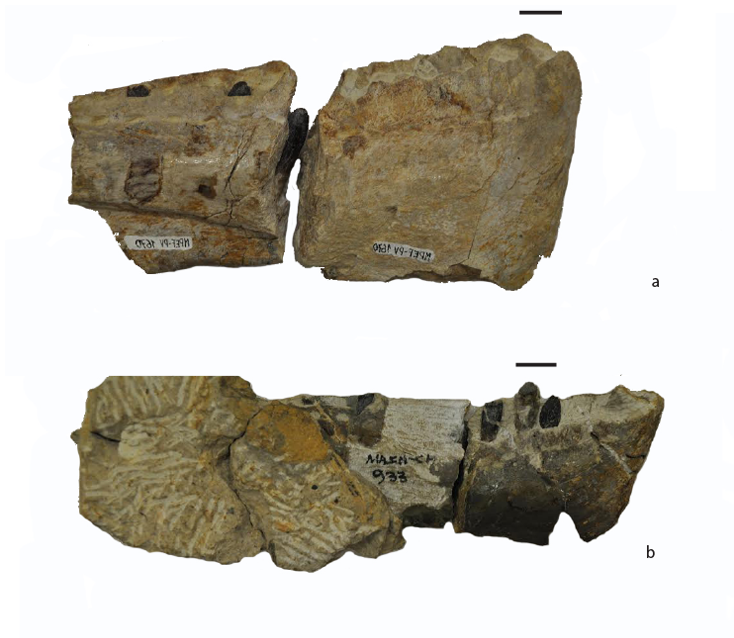
Dos muestras craneales, MPEF-PV 1670 y MACN-CH 933.

El cráneo de Patagosaurus no es muy conocido, con una revisión de 2003 de Oliver Rauhut que determinó que solo unas pocas mandíbulas son ciertamente referidas a él, a diferencia de casi todo el cráneo. MPEF-PV 1670 muestra cómo era la morfología del cráneo adulto o subadulto, mientras que MACN CH 933 representa un individuo juvenil. Basado en cuán anchas, altas y cortas son las mandíbulas articuladas adultas de Patagosaurus, su hocico habría sido corto, alto y ancho también, una característica típica de la mayoría de los saurópodos.
Los dientes de Patagosaurus son una reminiscencia de saurópodos más derivados . Son similares en morfología a Euhelopus, siendo cóncavos en un lado y tienen coronas con expansiones bastante grandes. También son similares a Camarasaurus , aunque este último género tiene menos concavidad y expansión. Los dientes también poseen dentículos marginales en la corona. Basado en estudios histológicos, un individuo de Patagosaurus habría reemplazado todos sus dientes dentro de 58 días, similar a 62 días para Camarasaurus y 34 días para Diplodocus.

### Esqueleto axial

Vértebra cervical en vista lateral derecha.

La mayor parte del esqueleto poscraneal se conoce en Patagosaurus. Las vértebras cervicales, caudales y dorsales son generalmente similares a Camarasaurus, aunque el sacro posee muchas características distintas. El sacro está bien conservado, lo que demuestra que Patagosaurus poseía cinco vértebras sacras. Todas las vértebras menos la quinta están fusionadas. Todas las espinas neurales son altas y, en ocasiones , los centros son transversalmente estrechos. El canal neural de las vértebras es único entre los saurópodos sin embargo. Comenzando desde el final de la primera vértebra y extendiéndose hasta casi el final de la tercera, hay un agrandamiento del canal, formando una cavidad bien definida. Aunque el sacro en sí se distingue, sus costillas sacras se parecen a Camarasaurus. Las vértebras sacras tienen una longitud total de 540 milímetros, siendo la longitud total sacra de 920 milímetros.

### Miembros posteriores
La cintura pélvica está bien conservada y bien estudiada. En el holotipo, la cintura pélvica está casi completa, solo faltan los extremos proximales de cada isquion. Los huesos ilíacos del holotipo son bien conocidos y muestran muchas características distintas. El pedúnculo púbico, donde el ilion se articula con el pubis, es largo y recto y tiene una expansión en el extremo, como en muchos saurópodos. El borde superior de la hoja ilíaca es curvo y grueso, con rugosidades, puntos ásperos, para la unión del cartílago. Los elementos púbicos son grandes y robustos en los adultos, más que en los juveniles. Son planos cuando se ven desde el frente y convexos cuando se ven desde atrás. Lapparentosaurus se parece Patagosaurus al comparar sus pubis. Los isquiones son mucho más gráciles que los pubis y solo tienen una pequeña expansión distal. Mientras que los ilion se parecen a Barapasaurus y los pubis se parecen a Lapparentosaurus, los isquiones son más similares a Diplodocus y Apatosaurus.
Los miembros posteriores de Patagosaurus se basan en material escasos, algunos fémures, una tibia y unos anodinos huesos de los dedos. Dos fémures provienen de un adulto, con un solo hueso adicional conocido del juvenil. Los fémures adultos son proporcionalmente diferentes de los juveniles, siendo en su mayoría más rectos y más ovoides en sección transversal. La cabeza femoral está bien conservada, aunque carece del trocánter mayor. El extremo distal es bastante simétrico cuando se ve desde atrás, con dos superficies condilares de tamaño similar . En el juvenil, el cuarto trocánter está completamente en el extremo proximal. La tibia tiene un bien desarrollado cresta cnemial , y también es corta y robusta. La superficie que se habría articulado con el astrágalo en vida tiene la mitad anterior levantada y la mitad posterior bajada.

### Miembro anterior
La cintura pectoral es bien conocida. Tanto las escápulas y coracoides izquierda y derecha se conocen, aunque incompletas. Las escápulas son grandes y robustas y se engrosan a medida que se acercan a la fosa glenoide. Las láminas escapulares son planas, aunque ambas son convexas a lo largo del borde anterior. Donde se articulan las escápulas y las coracoides, las coracoides son más gruesos y se vuelven gradualmente más delgadas a medida que se alejan de las escápulas. El espécimen más joven de Patagosaurus posee una morfología ligeramente diferente de la cintura pectoral, con proporciones ligeramente diferentes, como una hoja escapular ligeramente más pequeña. Los coracoides se parecen a Barapasaurus en forma y difieren de Camarasaurus, aunque no se pueden comparar directamente con los de Cetiosaurus.
Las extremidades anteriores de Patagosaurus solo se basan en tres huesos del espécimen juvenil y no se conservan elementos manuales. Los húmeros son delgados y alargados, sin grandes expansiones proximales y distales. La cresta deltoidea incompleta solo muestra que era ancha y probablemente tenía una proyección por debajo y por detrás. Como el húmero, el radio es delgado y carece de grandes expansiones en ambos extremos. En el borde más cercano al cúbito , el radio posee una cresta a lo largo de su borde, que corresponde a donde se habrían unido los ligamentos radiocubitales . El cúbito está completo, aunque las roturas llenas de sedimentos podrían haber alterado su forma original. La extremidad anterior de Patagosaurus es mucho más grácil y diferente de los robustos saurópodos posteriores como Camarasaurus y Apatosaurus y en cambio se parece más a Diplodocus.

## Descubrimiento e investigación

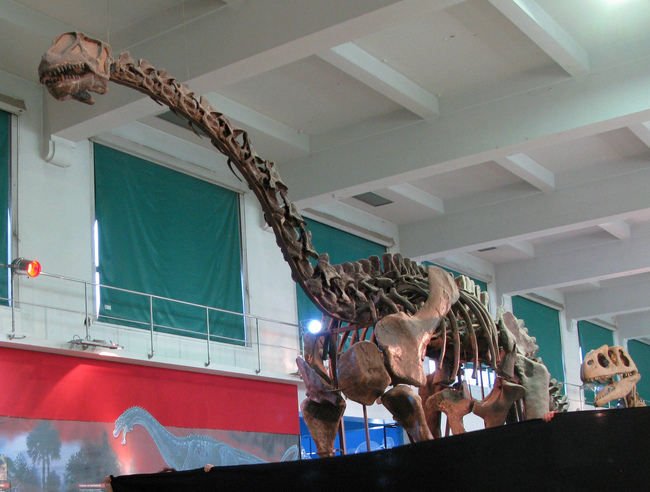
Esqueleto con el cráneo reconstruido, Museo Argentino de Ciencias Naturales.

En la década de 1970 se encontraron muchos especímenes de un dinosaurio previamente no identificado asociados en el mismo lecho y localidad: un estrato de guijarros cerca de una ruta al Cerro Cóndor. Los ejemplares fueron descritos por primera vez por José Bonaparte en 1979 . Para el fósil erigió el género Patagosaurus, así como su especie tipo P. fariasi. El nombre genérico de Patagosaurus proviene de la ubicación de su hallazgo en la Patagonia y del hecho de que es un reptil. El nombre específi cohonra a Ricardo Farias, en cuya tierra se realizó el descubrimiento inicial. El género se conocía originalmente a partir de un esqueleto postcraneal casi completo que carecía de cráneo como holotipo y muchos especímenes referidos, sin embargo, en 2003 se encontró que un dentario era referible a la especie, por lo que probablemente más especímenes sean este taxón. Su esqueleto fue encontrado cerca de los de Piatnitzkysaurus y Volkheimeria en los depósitos patagónicos de edad Calloviense a Oxfordiense de la Formación Cañadón Asfalto. Patagosaurus es casi completamente conocido con muchos especímenes articulados encontrados cubriendo casi todo el esqueleto, incluidas partes del cráneo. Se han referido más de doce especímenes a la especie, aunque parte del material probablemente sea de un taxón único. Bonaparte en 1986 asignó tres especímenes distintos del holotipo PVL 4170, PVL 4076, MACN CH 934 y MACN CH 933 al género. Si bien el holotipo incluye un esqueleto poscraneal, los otros se conocen por el material craneal y un esqueleto y cráneo juvenil casi completo. MACN CH 933 es directamente comparable con el material tipo de Patagosaurus, lo que confirma su asociación con el género. Un espécimen referido por primera vez a Patagosaurus en 2003, MPEF-PV 1670, que incluye solo una mandíbula inferior, también es muy similar a MACN CH 933, y las diferencias se pueden asociar con la edad, por lo tanto, MPEF-PV 1670 presumiblemente representa un cráneo adulto. material. Sin embargo, los dientes de MACN CH 934 son muy diferentes a los de ambas mandíbulas inferiores, MACN CH 933 y MPEF-PV 1670, por lo que se puede identificar como otro saurópodo del mismo depósito que Patagosaurus. Por tanto, el taxón solo incluye ciertamente PVL 4170, MACN CH 933 y MPEF-PV 1670.

## Clasificación
Cuando se describió originalmente, Patagosaurus fue identificado como un pariente de Cetiosaurus en la familia Cetiosauridae. Se puede distinguir del Cetiosaurus , un género similar, por las características del isquion y las vértebras. Otro género también identificado como cetiosáurido por Bonaparte, Volkheimeria , fue nombrado en el mismo artículo que Patagosaurus. Las características que unen a los géneros se identificaron en la estructura pélvica y las vértebras, específicamente las espinas neurales caudales y el ilion y el isquion. Estas características muestran que los géneros son más derivados que Amygdalodon, pero más primitivos que Haplocanthosaurus.
Más tarde, en 1995, Paul Upchurch publicó un artículo sobre los primeros saurópodos, encontrando Patagosaurus como un cetiosáurido nuevamente. Encontró que aunque los trabajos anteriores habían distinguido dos grupos, los shunosaurinos y cetiosaurinos, en la familia, pero que Shunosaurus y sus parientes estaban en realidad más cerca de Euhelopus y los cetiosaurinos, Cetiosaurus , Patagosaurus y Amygdalodon eran los únicos cetiosáuridos verdaderos. Upchurch señaló, sin embargo, que el trabajo adicional en el grupo podría revelar conclusiones diferentes.
En una revisión de Euhelopus de 2009 , Jeffrey A. Wilson y Upchurch publicaron un análisis conjunto sobre las relacionesde eusauropodos primitivos. Descubrieron que Patagosaurus no era de hecho un taxón hermano de Cetiosaurus, sino más basal que el género, invalidando efectivamente a Cetiosauridae.

### Filogenia
Los resultados de Jeffrey A. Wilson y Upchurch se muestran a continuación.

|  | \| \| Jobaria \| \| \| \| \| \| Atlasaurus \| \| \| \| |
|  |                                                        |
|  | Bellusaurus                                            |
|  |                                                        |
|  | Jobaria                                                |
|  |                                                        |
|  | Atlasaurus                                             |
|  |                                                        |

|  | Jobaria    |
|  |            |
|  | Atlasaurus |
|  |            |

| Brachiosauridae | \| \| Brachiosaurus \| \| \| \| \| \| Cedarosaurus \| \| \| \| |
|                 | \| \| Brachiosaurus \| \| \| \| \| \| Cedarosaurus \| \| \| \| |
|                 | Somphospondyli                                                 |
|                 |                                                                |
|                 | Brachiosaurus                                                  |
|                 |                                                                |
|                 | Cedarosaurus                                                   |
|                 |                                                                |

|  | Brachiosaurus |
|  |               |
|  | Cedarosaurus  |
|  |               |

| Brachiosauridae | \| \| Brachiosaurus \| \| \| \| \| \| Cedarosaurus \| \| \| \| |
|                 | \| \| Brachiosaurus \| \| \| \| \| \| Cedarosaurus \| \| \| \| |
|                 | Somphospondyli                                                 |
|                 |                                                                |
|                 | Brachiosaurus                                                  |
|                 |                                                                |
|                 | Cedarosaurus                                                   |
|                 |                                                                |

|  | Brachiosaurus |
|  |               |
|  | Cedarosaurus  |
|  |               |

| Brachiosauridae | \| \| Brachiosaurus \| \| \| \| \| \| Cedarosaurus \| \| \| \| |
|                 | \| \| Brachiosaurus \| \| \| \| \| \| Cedarosaurus \| \| \| \| |
|                 | Somphospondyli                                                 |
|                 |                                                                |
|                 | Brachiosaurus                                                  |
|                 |                                                                |
|                 | Cedarosaurus                                                   |
|                 |                                                                |

|  | Brachiosaurus |
|  |               |
|  | Cedarosaurus  |
|  |               |

| Brachiosauridae | \| \| Brachiosaurus \| \| \| \| \| \| Cedarosaurus \| \| \| \| |
|                 | \| \| Brachiosaurus \| \| \| \| \| \| Cedarosaurus \| \| \| \| |
|                 | Somphospondyli                                                 |
|                 |                                                                |
|                 | Brachiosaurus                                                  |
|                 |                                                                |
|                 | Cedarosaurus                                                   |
|                 |                                                                |

|  | Brachiosaurus |
|  |               |
|  | Cedarosaurus  |
|  |               |

| Brachiosauridae | \| \| Brachiosaurus \| \| \| \| \| \| Cedarosaurus \| \| \| \| |
|                 | \| \| Brachiosaurus \| \| \| \| \| \| Cedarosaurus \| \| \| \| |
|                 | Somphospondyli                                                 |
|                 |                                                                |
|                 | Brachiosaurus                                                  |
|                 |                                                                |
|                 | Cedarosaurus                                                   |
|                 |                                                                |

|  | Brachiosaurus |
|  |               |
|  | Cedarosaurus  |
|  |               |

| Brachiosauridae | \| \| Brachiosaurus \| \| \| \| \| \| Cedarosaurus \| \| \| \| |
|                 | \| \| Brachiosaurus \| \| \| \| \| \| Cedarosaurus \| \| \| \| |
|                 | Somphospondyli                                                 |
|                 |                                                                |
|                 | Brachiosaurus                                                  |
|                 |                                                                |
|                 | Cedarosaurus                                                   |
|                 |                                                                |

|  | Brachiosaurus |
|  |               |
|  | Cedarosaurus  |
|  |               |

| Brachiosauridae | \| \| Brachiosaurus \| \| \| \| \| \| Cedarosaurus \| \| \| \| |
|                 | \| \| Brachiosaurus \| \| \| \| \| \| Cedarosaurus \| \| \| \| |
|                 | Somphospondyli                                                 |
|                 |                                                                |
|                 | Brachiosaurus                                                  |
|                 |                                                                |
|                 | Cedarosaurus                                                   |
|                 |                                                                |

|  | Brachiosaurus |
|  |               |
|  | Cedarosaurus  |
|  |               |

| Brachiosauridae | \| \| Brachiosaurus \| \| \| \| \| \| Cedarosaurus \| \| \| \| |
|                 | \| \| Brachiosaurus \| \| \| \| \| \| Cedarosaurus \| \| \| \| |
|                 | Somphospondyli                                                 |
|                 |                                                                |
|                 | Brachiosaurus                                                  |
|                 |                                                                |
|                 | Cedarosaurus                                                   |
|                 |                                                                |

|  | Brachiosaurus |
|  |               |
|  | Cedarosaurus  |
|  |               |

|  | \| \| Jobaria \| \| \| \| \| \| Atlasaurus \| \| \| \| |
|  |                                                        |
|  | Bellusaurus                                            |
|  |                                                        |
|  | Jobaria                                                |
|  |                                                        |
|  | Atlasaurus                                             |
|  |                                                        |

|  | Jobaria    |
|  |            |
|  | Atlasaurus |
|  |            |

| Brachiosauridae | \| \| Brachiosaurus \| \| \| \| \| \| Cedarosaurus \| \| \| \| |
|                 | \| \| Brachiosaurus \| \| \| \| \| \| Cedarosaurus \| \| \| \| |
|                 | Somphospondyli                                                 |
|                 |                                                                |
|                 | Brachiosaurus                                                  |
|                 |                                                                |
|                 | Cedarosaurus                                                   |
|                 |                                                                |

|  | Brachiosaurus |
|  |               |
|  | Cedarosaurus  |
|  |               |

| Brachiosauridae | \| \| Brachiosaurus \| \| \| \| \| \| Cedarosaurus \| \| \| \| |
|                 | \| \| Brachiosaurus \| \| \| \| \| \| Cedarosaurus \| \| \| \| |
|                 | Somphospondyli                                                 |
|                 |                                                                |
|                 | Brachiosaurus                                                  |
|                 |                                                                |
|                 | Cedarosaurus                                                   |
|                 |                                                                |

|  | Brachiosaurus |
|  |               |
|  | Cedarosaurus  |
|  |               |

| Brachiosauridae | \| \| Brachiosaurus \| \| \| \| \| \| Cedarosaurus \| \| \| \| |
|                 | \| \| Brachiosaurus \| \| \| \| \| \| Cedarosaurus \| \| \| \| |
|                 | Somphospondyli                                                 |
|                 |                                                                |
|                 | Brachiosaurus                                                  |
|                 |                                                                |
|                 | Cedarosaurus                                                   |
|                 |                                                                |

|  | Brachiosaurus |
|  |               |
|  | Cedarosaurus  |
|  |               |

| Brachiosauridae | \| \| Brachiosaurus \| \| \| \| \| \| Cedarosaurus \| \| \| \| |
|                 | \| \| Brachiosaurus \| \| \| \| \| \| Cedarosaurus \| \| \| \| |
|                 | Somphospondyli                                                 |
|                 |                                                                |
|                 | Brachiosaurus                                                  |
|                 |                                                                |
|                 | Cedarosaurus                                                   |
|                 |                                                                |

|  | Brachiosaurus |
|  |               |
|  | Cedarosaurus  |
|  |               |

| Brachiosauridae | \| \| Brachiosaurus \| \| \| \| \| \| Cedarosaurus \| \| \| \| |
|                 | \| \| Brachiosaurus \| \| \| \| \| \| Cedarosaurus \| \| \| \| |
|                 | Somphospondyli                                                 |
|                 |                                                                |
|                 | Brachiosaurus                                                  |
|                 |                                                                |
|                 | Cedarosaurus                                                   |
|                 |                                                                |

|  | Brachiosaurus |
|  |               |
|  | Cedarosaurus  |
|  |               |

| Brachiosauridae | \| \| Brachiosaurus \| \| \| \| \| \| Cedarosaurus \| \| \| \| |
|                 | \| \| Brachiosaurus \| \| \| \| \| \| Cedarosaurus \| \| \| \| |
|                 | Somphospondyli                                                 |
|                 |                                                                |
|                 | Brachiosaurus                                                  |
|                 |                                                                |
|                 | Cedarosaurus                                                   |
|                 |                                                                |

|  | Brachiosaurus |
|  |               |
|  | Cedarosaurus  |
|  |               |

| Brachiosauridae | \| \| Brachiosaurus \| \| \| \| \| \| Cedarosaurus \| \| \| \| |
|                 | \| \| Brachiosaurus \| \| \| \| \| \| Cedarosaurus \| \| \| \| |
|                 | Somphospondyli                                                 |
|                 |                                                                |
|                 | Brachiosaurus                                                  |
|                 |                                                                |
|                 | Cedarosaurus                                                   |
|                 |                                                                |

|  | Brachiosaurus |
|  |               |
|  | Cedarosaurus  |
|  |               |

| Brachiosauridae | \| \| Brachiosaurus \| \| \| \| \| \| Cedarosaurus \| \| \| \| |
|                 | \| \| Brachiosaurus \| \| \| \| \| \| Cedarosaurus \| \| \| \| |
|                 | Somphospondyli                                                 |
|                 |                                                                |
|                 | Brachiosaurus                                                  |
|                 |                                                                |
|                 | Cedarosaurus                                                   |
|                 |                                                                |

|  | Brachiosaurus |
|  |               |
|  | Cedarosaurus  |
|  |               |

|  | \| \| Jobaria \| \| \| \| \| \| Atlasaurus \| \| \| \| |
|  |                                                        |
|  | Bellusaurus                                            |
|  |                                                        |
|  | Jobaria                                                |
|  |                                                        |
|  | Atlasaurus                                             |
|  |                                                        |

|  | Jobaria    |
|  |            |
|  | Atlasaurus |
|  |            |

| Brachiosauridae | \| \| Brachiosaurus \| \| \| \| \| \| Cedarosaurus \| \| \| \| |
|                 | \| \| Brachiosaurus \| \| \| \| \| \| Cedarosaurus \| \| \| \| |
|                 | Somphospondyli                                                 |
|                 |                                                                |
|                 | Brachiosaurus                                                  |
|                 |                                                                |
|                 | Cedarosaurus                                                   |
|                 |                                                                |

|  | Brachiosaurus |
|  |               |
|  | Cedarosaurus  |
|  |               |

| Brachiosauridae | \| \| Brachiosaurus \| \| \| \| \| \| Cedarosaurus \| \| \| \| |
|                 | \| \| Brachiosaurus \| \| \| \| \| \| Cedarosaurus \| \| \| \| |
|                 | Somphospondyli                                                 |
|                 |                                                                |
|                 | Brachiosaurus                                                  |
|                 |                                                                |
|                 | Cedarosaurus                                                   |
|                 |                                                                |

|  | Brachiosaurus |
|  |               |
|  | Cedarosaurus  |
|  |               |

| Brachiosauridae | \| \| Brachiosaurus \| \| \| \| \| \| Cedarosaurus \| \| \| \| |
|                 | \| \| Brachiosaurus \| \| \| \| \| \| Cedarosaurus \| \| \| \| |
|                 | Somphospondyli                                                 |
|                 |                                                                |
|                 | Brachiosaurus                                                  |
|                 |                                                                |
|                 | Cedarosaurus                                                   |
|                 |                                                                |

|  | Brachiosaurus |
|  |               |
|  | Cedarosaurus  |
|  |               |

| Brachiosauridae | \| \| Brachiosaurus \| \| \| \| \| \| Cedarosaurus \| \| \| \| |
|                 | \| \| Brachiosaurus \| \| \| \| \| \| Cedarosaurus \| \| \| \| |
|                 | Somphospondyli                                                 |
|                 |                                                                |
|                 | Brachiosaurus                                                  |
|                 |                                                                |
|                 | Cedarosaurus                                                   |
|                 |                                                                |

|  | Brachiosaurus |
|  |               |
|  | Cedarosaurus  |
|  |               |

| Brachiosauridae | \| \| Brachiosaurus \| \| \| \| \| \| Cedarosaurus \| \| \| \| |
|                 | \| \| Brachiosaurus \| \| \| \| \| \| Cedarosaurus \| \| \| \| |
|                 | Somphospondyli                                                 |
|                 |                                                                |
|                 | Brachiosaurus                                                  |
|                 |                                                                |
|                 | Cedarosaurus                                                   |
|                 |                                                                |

|  | Brachiosaurus |
|  |               |
|  | Cedarosaurus  |
|  |               |

| Brachiosauridae | \| \| Brachiosaurus \| \| \| \| \| \| Cedarosaurus \| \| \| \| |
|                 | \| \| Brachiosaurus \| \| \| \| \| \| Cedarosaurus \| \| \| \| |
|                 | Somphospondyli                                                 |
|                 |                                                                |
|                 | Brachiosaurus                                                  |
|                 |                                                                |
|                 | Cedarosaurus                                                   |
|                 |                                                                |

|  | Brachiosaurus |
|  |               |
|  | Cedarosaurus  |
|  |               |

| Brachiosauridae | \| \| Brachiosaurus \| \| \| \| \| \| Cedarosaurus \| \| \| \| |
|                 | \| \| Brachiosaurus \| \| \| \| \| \| Cedarosaurus \| \| \| \| |
|                 | Somphospondyli                                                 |
|                 |                                                                |
|                 | Brachiosaurus                                                  |
|                 |                                                                |
|                 | Cedarosaurus                                                   |
|                 |                                                                |

|  | Brachiosaurus |
|  |               |
|  | Cedarosaurus  |
|  |               |

| Brachiosauridae | \| \| Brachiosaurus \| \| \| \| \| \| Cedarosaurus \| \| \| \| |
|                 | \| \| Brachiosaurus \| \| \| \| \| \| Cedarosaurus \| \| \| \| |
|                 | Somphospondyli                                                 |
|                 |                                                                |
|                 | Brachiosaurus                                                  |
|                 |                                                                |
|                 | Cedarosaurus                                                   |
|                 |                                                                |

|  | Brachiosaurus |
|  |               |
|  | Cedarosaurus  |
|  |               |

|  | \| \| Jobaria \| \| \| \| \| \| Atlasaurus \| \| \| \| |
|  |                                                        |
|  | Bellusaurus                                            |
|  |                                                        |
|  | Jobaria                                                |
|  |                                                        |
|  | Atlasaurus                                             |
|  |                                                        |

|  | Jobaria    |
|  |            |
|  | Atlasaurus |
|  |            |

| Brachiosauridae | \| \| Brachiosaurus \| \| \| \| \| \| Cedarosaurus \| \| \| \| |
|                 | \| \| Brachiosaurus \| \| \| \| \| \| Cedarosaurus \| \| \| \| |
|                 | Somphospondyli                                                 |
|                 |                                                                |
|                 | Brachiosaurus                                                  |
|                 |                                                                |
|                 | Cedarosaurus                                                   |
|                 |                                                                |

|  | Brachiosaurus |
|  |               |
|  | Cedarosaurus  |
|  |               |

| Brachiosauridae | \| \| Brachiosaurus \| \| \| \| \| \| Cedarosaurus \| \| \| \| |
|                 | \| \| Brachiosaurus \| \| \| \| \| \| Cedarosaurus \| \| \| \| |
|                 | Somphospondyli                                                 |
|                 |                                                                |
|                 | Brachiosaurus                                                  |
|                 |                                                                |
|                 | Cedarosaurus                                                   |
|                 |                                                                |

|  | Brachiosaurus |
|  |               |
|  | Cedarosaurus  |
|  |               |

| Brachiosauridae | \| \| Brachiosaurus \| \| \| \| \| \| Cedarosaurus \| \| \| \| |
|                 | \| \| Brachiosaurus \| \| \| \| \| \| Cedarosaurus \| \| \| \| |
|                 | Somphospondyli                                                 |
|                 |                                                                |
|                 | Brachiosaurus                                                  |
|                 |                                                                |
|                 | Cedarosaurus                                                   |
|                 |                                                                |

|  | Brachiosaurus |
|  |               |
|  | Cedarosaurus  |
|  |               |

| Brachiosauridae | \| \| Brachiosaurus \| \| \| \| \| \| Cedarosaurus \| \| \| \| |
|                 | \| \| Brachiosaurus \| \| \| \| \| \| Cedarosaurus \| \| \| \| |
|                 | Somphospondyli                                                 |
|                 |                                                                |
|                 | Brachiosaurus                                                  |
|                 |                                                                |
|                 | Cedarosaurus                                                   |
|                 |                                                                |

|  | Brachiosaurus |
|  |               |
|  | Cedarosaurus  |
|  |               |

| Brachiosauridae | \| \| Brachiosaurus \| \| \| \| \| \| Cedarosaurus \| \| \| \| |
|                 | \| \| Brachiosaurus \| \| \| \| \| \| Cedarosaurus \| \| \| \| |
|                 | Somphospondyli                                                 |
|                 |                                                                |
|                 | Brachiosaurus                                                  |
|                 |                                                                |
|                 | Cedarosaurus                                                   |
|                 |                                                                |

|  | Brachiosaurus |
|  |               |
|  | Cedarosaurus  |
|  |               |

| Brachiosauridae | \| \| Brachiosaurus \| \| \| \| \| \| Cedarosaurus \| \| \| \| |
|                 | \| \| Brachiosaurus \| \| \| \| \| \| Cedarosaurus \| \| \| \| |
|                 | Somphospondyli                                                 |
|                 |                                                                |
|                 | Brachiosaurus                                                  |
|                 |                                                                |
|                 | Cedarosaurus                                                   |
|                 |                                                                |

|  | Brachiosaurus |
|  |               |
|  | Cedarosaurus  |
|  |               |

| Brachiosauridae | \| \| Brachiosaurus \| \| \| \| \| \| Cedarosaurus \| \| \| \| |
|                 | \| \| Brachiosaurus \| \| \| \| \| \| Cedarosaurus \| \| \| \| |
|                 | Somphospondyli                                                 |
|                 |                                                                |
|                 | Brachiosaurus                                                  |
|                 |                                                                |
|                 | Cedarosaurus                                                   |
|                 |                                                                |

|  | Brachiosaurus |
|  |               |
|  | Cedarosaurus  |
|  |               |

| Brachiosauridae | \| \| Brachiosaurus \| \| \| \| \| \| Cedarosaurus \| \| \| \| |
|                 | \| \| Brachiosaurus \| \| \| \| \| \| Cedarosaurus \| \| \| \| |
|                 | Somphospondyli                                                 |
|                 |                                                                |
|                 | Brachiosaurus                                                  |
|                 |                                                                |
|                 | Cedarosaurus                                                   |
|                 |                                                                |

|  | Brachiosaurus |
|  |               |
|  | Cedarosaurus  |
|  |               |

|  | \| \| Jobaria \| \| \| \| \| \| Atlasaurus \| \| \| \| |
|  |                                                        |
|  | Bellusaurus                                            |
|  |                                                        |
|  | Jobaria                                                |
|  |                                                        |
|  | Atlasaurus                                             |
|  |                                                        |

|  | Jobaria    |
|  |            |
|  | Atlasaurus |
|  |            |

| Brachiosauridae | \| \| Brachiosaurus \| \| \| \| \| \| Cedarosaurus \| \| \| \| |
|                 | \| \| Brachiosaurus \| \| \| \| \| \| Cedarosaurus \| \| \| \| |
|                 | Somphospondyli                                                 |
|                 |                                                                |
|                 | Brachiosaurus                                                  |
|                 |                                                                |
|                 | Cedarosaurus                                                   |
|                 |                                                                |

|  | Brachiosaurus |
|  |               |
|  | Cedarosaurus  |
|  |               |

| Brachiosauridae | \| \| Brachiosaurus \| \| \| \| \| \| Cedarosaurus \| \| \| \| |
|                 | \| \| Brachiosaurus \| \| \| \| \| \| Cedarosaurus \| \| \| \| |
|                 | Somphospondyli                                                 |
|                 |                                                                |
|                 | Brachiosaurus                                                  |
|                 |                                                                |
|                 | Cedarosaurus                                                   |
|                 |                                                                |

|  | Brachiosaurus |
|  |               |
|  | Cedarosaurus  |
|  |               |

| Brachiosauridae | \| \| Brachiosaurus \| \| \| \| \| \| Cedarosaurus \| \| \| \| |
|                 | \| \| Brachiosaurus \| \| \| \| \| \| Cedarosaurus \| \| \| \| |
|                 | Somphospondyli                                                 |
|                 |                                                                |
|                 | Brachiosaurus                                                  |
|                 |                                                                |
|                 | Cedarosaurus                                                   |
|                 |                                                                |

|  | Brachiosaurus |
|  |               |
|  | Cedarosaurus  |
|  |               |

| Brachiosauridae | \| \| Brachiosaurus \| \| \| \| \| \| Cedarosaurus \| \| \| \| |
|                 | \| \| Brachiosaurus \| \| \| \| \| \| Cedarosaurus \| \| \| \| |
|                 | Somphospondyli                                                 |
|                 |                                                                |
|                 | Brachiosaurus                                                  |
|                 |                                                                |
|                 | Cedarosaurus                                                   |
|                 |                                                                |

|  | Brachiosaurus |
|  |               |
|  | Cedarosaurus  |
|  |               |

| Brachiosauridae | \| \| Brachiosaurus \| \| \| \| \| \| Cedarosaurus \| \| \| \| |
|                 | \| \| Brachiosaurus \| \| \| \| \| \| Cedarosaurus \| \| \| \| |
|                 | Somphospondyli                                                 |
|                 |                                                                |
|                 | Brachiosaurus                                                  |
|                 |                                                                |
|                 | Cedarosaurus                                                   |
|                 |                                                                |

|  | Brachiosaurus |
|  |               |
|  | Cedarosaurus  |
|  |               |

| Brachiosauridae | \| \| Brachiosaurus \| \| \| \| \| \| Cedarosaurus \| \| \| \| |
|                 | \| \| Brachiosaurus \| \| \| \| \| \| Cedarosaurus \| \| \| \| |
|                 | Somphospondyli                                                 |
|                 |                                                                |
|                 | Brachiosaurus                                                  |
|                 |                                                                |
|                 | Cedarosaurus                                                   |
|                 |                                                                |

|  | Brachiosaurus |
|  |               |
|  | Cedarosaurus  |
|  |               |

| Brachiosauridae | \| \| Brachiosaurus \| \| \| \| \| \| Cedarosaurus \| \| \| \| |
|                 | \| \| Brachiosaurus \| \| \| \| \| \| Cedarosaurus \| \| \| \| |
|                 | Somphospondyli                                                 |
|                 |                                                                |
|                 | Brachiosaurus                                                  |
|                 |                                                                |
|                 | Cedarosaurus                                                   |
|                 |                                                                |

|  | Brachiosaurus |
|  |               |
|  | Cedarosaurus  |
|  |               |

| Brachiosauridae | \| \| Brachiosaurus \| \| \| \| \| \| Cedarosaurus \| \| \| \| |
|                 | \| \| Brachiosaurus \| \| \| \| \| \| Cedarosaurus \| \| \| \| |
|                 | Somphospondyli                                                 |
|                 |                                                                |
|                 | Brachiosaurus                                                  |
|                 |                                                                |
|                 | Cedarosaurus                                                   |
|                 |                                                                |

|  | Brachiosaurus |
|  |               |
|  | Cedarosaurus  |
|  |               |

|  | \| \| Jobaria \| \| \| \| \| \| Atlasaurus \| \| \| \| |
|  |                                                        |
|  | Bellusaurus                                            |
|  |                                                        |
|  | Jobaria                                                |
|  |                                                        |
|  | Atlasaurus                                             |
|  |                                                        |

|  | Jobaria    |
|  |            |
|  | Atlasaurus |
|  |            |

| Brachiosauridae | \| \| Brachiosaurus \| \| \| \| \| \| Cedarosaurus \| \| \| \| |
|                 | \| \| Brachiosaurus \| \| \| \| \| \| Cedarosaurus \| \| \| \| |
|                 | Somphospondyli                                                 |
|                 |                                                                |
|                 | Brachiosaurus                                                  |
|                 |                                                                |
|                 | Cedarosaurus                                                   |
|                 |                                                                |

|  | Brachiosaurus |
|  |               |
|  | Cedarosaurus  |
|  |               |

| Brachiosauridae | \| \| Brachiosaurus \| \| \| \| \| \| Cedarosaurus \| \| \| \| |
|                 | \| \| Brachiosaurus \| \| \| \| \| \| Cedarosaurus \| \| \| \| |
|                 | Somphospondyli                                                 |
|                 |                                                                |
|                 | Brachiosaurus                                                  |
|                 |                                                                |
|                 | Cedarosaurus                                                   |
|                 |                                                                |

|  | Brachiosaurus |
|  |               |
|  | Cedarosaurus  |
|  |               |

| Brachiosauridae | \| \| Brachiosaurus \| \| \| \| \| \| Cedarosaurus \| \| \| \| |
|                 | \| \| Brachiosaurus \| \| \| \| \| \| Cedarosaurus \| \| \| \| |
|                 | Somphospondyli                                                 |
|                 |                                                                |
|                 | Brachiosaurus                                                  |
|                 |                                                                |
|                 | Cedarosaurus                                                   |
|                 |                                                                |

|  | Brachiosaurus |
|  |               |
|  | Cedarosaurus  |
|  |               |

| Brachiosauridae | \| \| Brachiosaurus \| \| \| \| \| \| Cedarosaurus \| \| \| \| |
|                 | \| \| Brachiosaurus \| \| \| \| \| \| Cedarosaurus \| \| \| \| |
|                 | Somphospondyli                                                 |
|                 |                                                                |
|                 | Brachiosaurus                                                  |
|                 |                                                                |
|                 | Cedarosaurus                                                   |
|                 |                                                                |

|  | Brachiosaurus |
|  |               |
|  | Cedarosaurus  |
|  |               |

| Brachiosauridae | \| \| Brachiosaurus \| \| \| \| \| \| Cedarosaurus \| \| \| \| |
|                 | \| \| Brachiosaurus \| \| \| \| \| \| Cedarosaurus \| \| \| \| |
|                 | Somphospondyli                                                 |
|                 |                                                                |
|                 | Brachiosaurus                                                  |
|                 |                                                                |
|                 | Cedarosaurus                                                   |
|                 |                                                                |

|  | Brachiosaurus |
|  |               |
|  | Cedarosaurus  |
|  |               |

| Brachiosauridae | \| \| Brachiosaurus \| \| \| \| \| \| Cedarosaurus \| \| \| \| |
|                 | \| \| Brachiosaurus \| \| \| \| \| \| Cedarosaurus \| \| \| \| |
|                 | Somphospondyli                                                 |
|                 |                                                                |
|                 | Brachiosaurus                                                  |
|                 |                                                                |
|                 | Cedarosaurus                                                   |
|                 |                                                                |

|  | Brachiosaurus |
|  |               |
|  | Cedarosaurus  |
|  |               |

| Brachiosauridae | \| \| Brachiosaurus \| \| \| \| \| \| Cedarosaurus \| \| \| \| |
|                 | \| \| Brachiosaurus \| \| \| \| \| \| Cedarosaurus \| \| \| \| |
|                 | Somphospondyli                                                 |
|                 |                                                                |
|                 | Brachiosaurus                                                  |
|                 |                                                                |
|                 | Cedarosaurus                                                   |
|                 |                                                                |

|  | Brachiosaurus |
|  |               |
|  | Cedarosaurus  |
|  |               |

| Brachiosauridae | \| \| Brachiosaurus \| \| \| \| \| \| Cedarosaurus \| \| \| \| |
|                 | \| \| Brachiosaurus \| \| \| \| \| \| Cedarosaurus \| \| \| \| |
|                 | Somphospondyli                                                 |
|                 |                                                                |
|                 | Brachiosaurus                                                  |
|                 |                                                                |
|                 | Cedarosaurus                                                   |
|                 |                                                                |

|  | Brachiosaurus |
|  |               |
|  | Cedarosaurus  |
|  |               |

|  | \| \| Jobaria \| \| \| \| \| \| Atlasaurus \| \| \| \| |
|  |                                                        |
|  | Bellusaurus                                            |
|  |                                                        |
|  | Jobaria                                                |
|  |                                                        |
|  | Atlasaurus                                             |
|  |                                                        |

|  | Jobaria    |
|  |            |
|  | Atlasaurus |
|  |            |

| Brachiosauridae | \| \| Brachiosaurus \| \| \| \| \| \| Cedarosaurus \| \| \| \| |
|                 | \| \| Brachiosaurus \| \| \| \| \| \| Cedarosaurus \| \| \| \| |
|                 | Somphospondyli                                                 |
|                 |                                                                |
|                 | Brachiosaurus                                                  |
|                 |                                                                |
|                 | Cedarosaurus                                                   |
|                 |                                                                |

|  | Brachiosaurus |
|  |               |
|  | Cedarosaurus  |
|  |               |

| Brachiosauridae | \| \| Brachiosaurus \| \| \| \| \| \| Cedarosaurus \| \| \| \| |
|                 | \| \| Brachiosaurus \| \| \| \| \| \| Cedarosaurus \| \| \| \| |
|                 | Somphospondyli                                                 |
|                 |                                                                |
|                 | Brachiosaurus                                                  |
|                 |                                                                |
|                 | Cedarosaurus                                                   |
|                 |                                                                |

|  | Brachiosaurus |
|  |               |
|  | Cedarosaurus  |
|  |               |

| Brachiosauridae | \| \| Brachiosaurus \| \| \| \| \| \| Cedarosaurus \| \| \| \| |
|                 | \| \| Brachiosaurus \| \| \| \| \| \| Cedarosaurus \| \| \| \| |
|                 | Somphospondyli                                                 |
|                 |                                                                |
|                 | Brachiosaurus                                                  |
|                 |                                                                |
|                 | Cedarosaurus                                                   |
|                 |                                                                |

|  | Brachiosaurus |
|  |               |
|  | Cedarosaurus  |
|  |               |

| Brachiosauridae | \| \| Brachiosaurus \| \| \| \| \| \| Cedarosaurus \| \| \| \| |
|                 | \| \| Brachiosaurus \| \| \| \| \| \| Cedarosaurus \| \| \| \| |
|                 | Somphospondyli                                                 |
|                 |                                                                |
|                 | Brachiosaurus                                                  |
|                 |                                                                |
|                 | Cedarosaurus                                                   |
|                 |                                                                |

|  | Brachiosaurus |
|  |               |
|  | Cedarosaurus  |
|  |               |

| Brachiosauridae | \| \| Brachiosaurus \| \| \| \| \| \| Cedarosaurus \| \| \| \| |
|                 | \| \| Brachiosaurus \| \| \| \| \| \| Cedarosaurus \| \| \| \| |
|                 | Somphospondyli                                                 |
|                 |                                                                |
|                 | Brachiosaurus                                                  |
|                 |                                                                |
|                 | Cedarosaurus                                                   |
|                 |                                                                |

|  | Brachiosaurus |
|  |               |
|  | Cedarosaurus  |
|  |               |

| Brachiosauridae | \| \| Brachiosaurus \| \| \| \| \| \| Cedarosaurus \| \| \| \| |
|                 | \| \| Brachiosaurus \| \| \| \| \| \| Cedarosaurus \| \| \| \| |
|                 | Somphospondyli                                                 |
|                 |                                                                |
|                 | Brachiosaurus                                                  |
|                 |                                                                |
|                 | Cedarosaurus                                                   |
|                 |                                                                |

|  | Brachiosaurus |
|  |               |
|  | Cedarosaurus  |
|  |               |

| Brachiosauridae | \| \| Brachiosaurus \| \| \| \| \| \| Cedarosaurus \| \| \| \| |
|                 | \| \| Brachiosaurus \| \| \| \| \| \| Cedarosaurus \| \| \| \| |
|                 | Somphospondyli                                                 |
|                 |                                                                |
|                 | Brachiosaurus                                                  |
|                 |                                                                |
|                 | Cedarosaurus                                                   |
|                 |                                                                |

|  | Brachiosaurus |
|  |               |
|  | Cedarosaurus  |
|  |               |

| Brachiosauridae | \| \| Brachiosaurus \| \| \| \| \| \| Cedarosaurus \| \| \| \| |
|                 | \| \| Brachiosaurus \| \| \| \| \| \| Cedarosaurus \| \| \| \| |
|                 | Somphospondyli                                                 |
|                 |                                                                |
|                 | Brachiosaurus                                                  |
|                 |                                                                |
|                 | Cedarosaurus                                                   |
|                 |                                                                |

|  | Brachiosaurus |
|  |               |
|  | Cedarosaurus  |
|  |               |

|  | \| \| Jobaria \| \| \| \| \| \| Atlasaurus \| \| \| \| |
|  |                                                        |
|  | Bellusaurus                                            |
|  |                                                        |
|  | Jobaria                                                |
|  |                                                        |
|  | Atlasaurus                                             |
|  |                                                        |

|  | Jobaria    |
|  |            |
|  | Atlasaurus |
|  |            |

| Brachiosauridae | \| \| Brachiosaurus \| \| \| \| \| \| Cedarosaurus \| \| \| \| |
|                 | \| \| Brachiosaurus \| \| \| \| \| \| Cedarosaurus \| \| \| \| |
|                 | Somphospondyli                                                 |
|                 |                                                                |
|                 | Brachiosaurus                                                  |
|                 |                                                                |
|                 | Cedarosaurus                                                   |
|                 |                                                                |

|  | Brachiosaurus |
|  |               |
|  | Cedarosaurus  |
|  |               |

| Brachiosauridae | \| \| Brachiosaurus \| \| \| \| \| \| Cedarosaurus \| \| \| \| |
|                 | \| \| Brachiosaurus \| \| \| \| \| \| Cedarosaurus \| \| \| \| |
|                 | Somphospondyli                                                 |
|                 |                                                                |
|                 | Brachiosaurus                                                  |
|                 |                                                                |
|                 | Cedarosaurus                                                   |
|                 |                                                                |

|  | Brachiosaurus |
|  |               |
|  | Cedarosaurus  |
|  |               |

| Brachiosauridae | \| \| Brachiosaurus \| \| \| \| \| \| Cedarosaurus \| \| \| \| |
|                 | \| \| Brachiosaurus \| \| \| \| \| \| Cedarosaurus \| \| \| \| |
|                 | Somphospondyli                                                 |
|                 |                                                                |
|                 | Brachiosaurus                                                  |
|                 |                                                                |
|                 | Cedarosaurus                                                   |
|                 |                                                                |

|  | Brachiosaurus |
|  |               |
|  | Cedarosaurus  |
|  |               |

| Brachiosauridae | \| \| Brachiosaurus \| \| \| \| \| \| Cedarosaurus \| \| \| \| |
|                 | \| \| Brachiosaurus \| \| \| \| \| \| Cedarosaurus \| \| \| \| |
|                 | Somphospondyli                                                 |
|                 |                                                                |
|                 | Brachiosaurus                                                  |
|                 |                                                                |
|                 | Cedarosaurus                                                   |
|                 |                                                                |

|  | Brachiosaurus |
|  |               |
|  | Cedarosaurus  |
|  |               |

| Brachiosauridae | \| \| Brachiosaurus \| \| \| \| \| \| Cedarosaurus \| \| \| \| |
|                 | \| \| Brachiosaurus \| \| \| \| \| \| Cedarosaurus \| \| \| \| |
|                 | Somphospondyli                                                 |
|                 |                                                                |
|                 | Brachiosaurus                                                  |
|                 |                                                                |
|                 | Cedarosaurus                                                   |
|                 |                                                                |

|  | Brachiosaurus |
|  |               |
|  | Cedarosaurus  |
|  |               |

| Brachiosauridae | \| \| Brachiosaurus \| \| \| \| \| \| Cedarosaurus \| \| \| \| |
|                 | \| \| Brachiosaurus \| \| \| \| \| \| Cedarosaurus \| \| \| \| |
|                 | Somphospondyli                                                 |
|                 |                                                                |
|                 | Brachiosaurus                                                  |
|                 |                                                                |
|                 | Cedarosaurus                                                   |
|                 |                                                                |

|  | Brachiosaurus |
|  |               |
|  | Cedarosaurus  |
|  |               |

| Brachiosauridae | \| \| Brachiosaurus \| \| \| \| \| \| Cedarosaurus \| \| \| \| |
|                 | \| \| Brachiosaurus \| \| \| \| \| \| Cedarosaurus \| \| \| \| |
|                 | Somphospondyli                                                 |
|                 |                                                                |
|                 | Brachiosaurus                                                  |
|                 |                                                                |
|                 | Cedarosaurus                                                   |
|                 |                                                                |

|  | Brachiosaurus |
|  |               |
|  | Cedarosaurus  |
|  |               |

| Brachiosauridae | \| \| Brachiosaurus \| \| \| \| \| \| Cedarosaurus \| \| \| \| |
|                 | \| \| Brachiosaurus \| \| \| \| \| \| Cedarosaurus \| \| \| \| |
|                 | Somphospondyli                                                 |
|                 |                                                                |
|                 | Brachiosaurus                                                  |
|                 |                                                                |
|                 | Cedarosaurus                                                   |
|                 |                                                                |

|  | Brachiosaurus |
|  |               |
|  | Cedarosaurus  |
|  |               |

|  | \| \| Jobaria \| \| \| \| \| \| Atlasaurus \| \| \| \| |
|  |                                                        |
|  | Bellusaurus                                            |
|  |                                                        |
|  | Jobaria                                                |
|  |                                                        |
|  | Atlasaurus                                             |
|  |                                                        |

|  | Jobaria    |
|  |            |
|  | Atlasaurus |
|  |            |

| Brachiosauridae | \| \| Brachiosaurus \| \| \| \| \| \| Cedarosaurus \| \| \| \| |
|                 | \| \| Brachiosaurus \| \| \| \| \| \| Cedarosaurus \| \| \| \| |
|                 | Somphospondyli                                                 |
|                 |                                                                |
|                 | Brachiosaurus                                                  |
|                 |                                                                |
|                 | Cedarosaurus                                                   |
|                 |                                                                |

|  | Brachiosaurus |
|  |               |
|  | Cedarosaurus  |
|  |               |

| Brachiosauridae | \| \| Brachiosaurus \| \| \| \| \| \| Cedarosaurus \| \| \| \| |
|                 | \| \| Brachiosaurus \| \| \| \| \| \| Cedarosaurus \| \| \| \| |
|                 | Somphospondyli                                                 |
|                 |                                                                |
|                 | Brachiosaurus                                                  |
|                 |                                                                |
|                 | Cedarosaurus                                                   |
|                 |                                                                |

|  | Brachiosaurus |
|  |               |
|  | Cedarosaurus  |
|  |               |

| Brachiosauridae | \| \| Brachiosaurus \| \| \| \| \| \| Cedarosaurus \| \| \| \| |
|                 | \| \| Brachiosaurus \| \| \| \| \| \| Cedarosaurus \| \| \| \| |
|                 | Somphospondyli                                                 |
|                 |                                                                |
|                 | Brachiosaurus                                                  |
|                 |                                                                |
|                 | Cedarosaurus                                                   |
|                 |                                                                |

|  | Brachiosaurus |
|  |               |
|  | Cedarosaurus  |
|  |               |

| Brachiosauridae | \| \| Brachiosaurus \| \| \| \| \| \| Cedarosaurus \| \| \| \| |
|                 | \| \| Brachiosaurus \| \| \| \| \| \| Cedarosaurus \| \| \| \| |
|                 | Somphospondyli                                                 |
|                 |                                                                |
|                 | Brachiosaurus                                                  |
|                 |                                                                |
|                 | Cedarosaurus                                                   |
|                 |                                                                |

|  | Brachiosaurus |
|  |               |
|  | Cedarosaurus  |
|  |               |

| Brachiosauridae | \| \| Brachiosaurus \| \| \| \| \| \| Cedarosaurus \| \| \| \| |
|                 | \| \| Brachiosaurus \| \| \| \| \| \| Cedarosaurus \| \| \| \| |
|                 | Somphospondyli                                                 |
|                 |                                                                |
|                 | Brachiosaurus                                                  |
|                 |                                                                |
|                 | Cedarosaurus                                                   |
|                 |                                                                |

|  | Brachiosaurus |
|  |               |
|  | Cedarosaurus  |
|  |               |

| Brachiosauridae | \| \| Brachiosaurus \| \| \| \| \| \| Cedarosaurus \| \| \| \| |
|                 | \| \| Brachiosaurus \| \| \| \| \| \| Cedarosaurus \| \| \| \| |
|                 | Somphospondyli                                                 |
|                 |                                                                |
|                 | Brachiosaurus                                                  |
|                 |                                                                |
|                 | Cedarosaurus                                                   |
|                 |                                                                |

|  | Brachiosaurus |
|  |               |
|  | Cedarosaurus  |
|  |               |

| Brachiosauridae | \| \| Brachiosaurus \| \| \| \| \| \| Cedarosaurus \| \| \| \| |
|                 | \| \| Brachiosaurus \| \| \| \| \| \| Cedarosaurus \| \| \| \| |
|                 | Somphospondyli                                                 |
|                 |                                                                |
|                 | Brachiosaurus                                                  |
|                 |                                                                |
|                 | Cedarosaurus                                                   |
|                 |                                                                |

|  | Brachiosaurus |
|  |               |
|  | Cedarosaurus  |
|  |               |

| Brachiosauridae | \| \| Brachiosaurus \| \| \| \| \| \| Cedarosaurus \| \| \| \| |
|                 | \| \| Brachiosaurus \| \| \| \| \| \| Cedarosaurus \| \| \| \| |
|                 | Somphospondyli                                                 |
|                 |                                                                |
|                 | Brachiosaurus                                                  |
|                 |                                                                |
|                 | Cedarosaurus                                                   |
|                 |                                                                |

|  | Brachiosaurus |
|  |               |
|  | Cedarosaurus  |
|  |               |

|  | \| \| Jobaria \| \| \| \| \| \| Atlasaurus \| \| \| \| |
|  |                                                        |
|  | Bellusaurus                                            |
|  |                                                        |
|  | Jobaria                                                |
|  |                                                        |
|  | Atlasaurus                                             |
|  |                                                        |

|  | Jobaria    |
|  |            |
|  | Atlasaurus |
|  |            |

| Brachiosauridae | \| \| Brachiosaurus \| \| \| \| \| \| Cedarosaurus \| \| \| \| |
|                 | \| \| Brachiosaurus \| \| \| \| \| \| Cedarosaurus \| \| \| \| |
|                 | Somphospondyli                                                 |
|                 |                                                                |
|                 | Brachiosaurus                                                  |
|                 |                                                                |
|                 | Cedarosaurus                                                   |
|                 |                                                                |

|  | Brachiosaurus |
|  |               |
|  | Cedarosaurus  |
|  |               |

| Brachiosauridae | \| \| Brachiosaurus \| \| \| \| \| \| Cedarosaurus \| \| \| \| |
|                 | \| \| Brachiosaurus \| \| \| \| \| \| Cedarosaurus \| \| \| \| |
|                 | Somphospondyli                                                 |
|                 |                                                                |
|                 | Brachiosaurus                                                  |
|                 |                                                                |
|                 | Cedarosaurus                                                   |
|                 |                                                                |

|  | Brachiosaurus |
|  |               |
|  | Cedarosaurus  |
|  |               |

| Brachiosauridae | \| \| Brachiosaurus \| \| \| \| \| \| Cedarosaurus \| \| \| \| |
|                 | \| \| Brachiosaurus \| \| \| \| \| \| Cedarosaurus \| \| \| \| |
|                 | Somphospondyli                                                 |
|                 |                                                                |
|                 | Brachiosaurus                                                  |
|                 |                                                                |
|                 | Cedarosaurus                                                   |
|                 |                                                                |

|  | Brachiosaurus |
|  |               |
|  | Cedarosaurus  |
|  |               |

| Brachiosauridae | \| \| Brachiosaurus \| \| \| \| \| \| Cedarosaurus \| \| \| \| |
|                 | \| \| Brachiosaurus \| \| \| \| \| \| Cedarosaurus \| \| \| \| |
|                 | Somphospondyli                                                 |
|                 |                                                                |
|                 | Brachiosaurus                                                  |
|                 |                                                                |
|                 | Cedarosaurus                                                   |
|                 |                                                                |

|  | Brachiosaurus |
|  |               |
|  | Cedarosaurus  |
|  |               |

| Brachiosauridae | \| \| Brachiosaurus \| \| \| \| \| \| Cedarosaurus \| \| \| \| |
|                 | \| \| Brachiosaurus \| \| \| \| \| \| Cedarosaurus \| \| \| \| |
|                 | Somphospondyli                                                 |
|                 |                                                                |
|                 | Brachiosaurus                                                  |
|                 |                                                                |
|                 | Cedarosaurus                                                   |
|                 |                                                                |

|  | Brachiosaurus |
|  |               |
|  | Cedarosaurus  |
|  |               |

| Brachiosauridae | \| \| Brachiosaurus \| \| \| \| \| \| Cedarosaurus \| \| \| \| |
|                 | \| \| Brachiosaurus \| \| \| \| \| \| Cedarosaurus \| \| \| \| |
|                 | Somphospondyli                                                 |
|                 |                                                                |
|                 | Brachiosaurus                                                  |
|                 |                                                                |
|                 | Cedarosaurus                                                   |
|                 |                                                                |

|  | Brachiosaurus |
|  |               |
|  | Cedarosaurus  |
|  |               |

| Brachiosauridae | \| \| Brachiosaurus \| \| \| \| \| \| Cedarosaurus \| \| \| \| |
|                 | \| \| Brachiosaurus \| \| \| \| \| \| Cedarosaurus \| \| \| \| |
|                 | Somphospondyli                                                 |
|                 |                                                                |
|                 | Brachiosaurus                                                  |
|                 |                                                                |
|                 | Cedarosaurus                                                   |
|                 |                                                                |

|  | Brachiosaurus |
|  |               |
|  | Cedarosaurus  |
|  |               |

| Brachiosauridae | \| \| Brachiosaurus \| \| \| \| \| \| Cedarosaurus \| \| \| \| |
|                 | \| \| Brachiosaurus \| \| \| \| \| \| Cedarosaurus \| \| \| \| |
|                 | Somphospondyli                                                 |
|                 |                                                                |
|                 | Brachiosaurus                                                  |
|                 |                                                                |
|                 | Cedarosaurus                                                   |
|                 |                                                                |

|  | Brachiosaurus |
|  |               |
|  | Cedarosaurus  |
|  |               |

|  | \| \| Jobaria \| \| \| \| \| \| Atlasaurus \| \| \| \| |
|  |                                                        |
|  | Bellusaurus                                            |
|  |                                                        |
|  | Jobaria                                                |
|  |                                                        |
|  | Atlasaurus                                             |
|  |                                                        |

|  | Jobaria    |
|  |            |
|  | Atlasaurus |
|  |            |

| Brachiosauridae | \| \| Brachiosaurus \| \| \| \| \| \| Cedarosaurus \| \| \| \| |
|                 | \| \| Brachiosaurus \| \| \| \| \| \| Cedarosaurus \| \| \| \| |
|                 | Somphospondyli                                                 |
|                 |                                                                |
|                 | Brachiosaurus                                                  |
|                 |                                                                |
|                 | Cedarosaurus                                                   |
|                 |                                                                |

|  | Brachiosaurus |
|  |               |
|  | Cedarosaurus  |
|  |               |

| Brachiosauridae | \| \| Brachiosaurus \| \| \| \| \| \| Cedarosaurus \| \| \| \| |
|                 | \| \| Brachiosaurus \| \| \| \| \| \| Cedarosaurus \| \| \| \| |
|                 | Somphospondyli                                                 |
|                 |                                                                |
|                 | Brachiosaurus                                                  |
|                 |                                                                |
|                 | Cedarosaurus                                                   |
|                 |                                                                |

|  | Brachiosaurus |
|  |               |
|  | Cedarosaurus  |
|  |               |

| Brachiosauridae | \| \| Brachiosaurus \| \| \| \| \| \| Cedarosaurus \| \| \| \| |
|                 | \| \| Brachiosaurus \| \| \| \| \| \| Cedarosaurus \| \| \| \| |
|                 | Somphospondyli                                                 |
|                 |                                                                |
|                 | Brachiosaurus                                                  |
|                 |                                                                |
|                 | Cedarosaurus                                                   |
|                 |                                                                |

|  | Brachiosaurus |
|  |               |
|  | Cedarosaurus  |
|  |               |

| Brachiosauridae | \| \| Brachiosaurus \| \| \| \| \| \| Cedarosaurus \| \| \| \| |
|                 | \| \| Brachiosaurus \| \| \| \| \| \| Cedarosaurus \| \| \| \| |
|                 | Somphospondyli                                                 |
|                 |                                                                |
|                 | Brachiosaurus                                                  |
|                 |                                                                |
|                 | Cedarosaurus                                                   |
|                 |                                                                |

|  | Brachiosaurus |
|  |               |
|  | Cedarosaurus  |
|  |               |

| Brachiosauridae | \| \| Brachiosaurus \| \| \| \| \| \| Cedarosaurus \| \| \| \| |
|                 | \| \| Brachiosaurus \| \| \| \| \| \| Cedarosaurus \| \| \| \| |
|                 | Somphospondyli                                                 |
|                 |                                                                |
|                 | Brachiosaurus                                                  |
|                 |                                                                |
|                 | Cedarosaurus                                                   |
|                 |                                                                |

|  | Brachiosaurus |
|  |               |
|  | Cedarosaurus  |
|  |               |

| Brachiosauridae | \| \| Brachiosaurus \| \| \| \| \| \| Cedarosaurus \| \| \| \| |
|                 | \| \| Brachiosaurus \| \| \| \| \| \| Cedarosaurus \| \| \| \| |
|                 | Somphospondyli                                                 |
|                 |                                                                |
|                 | Brachiosaurus                                                  |
|                 |                                                                |
|                 | Cedarosaurus                                                   |
|                 |                                                                |

|  | Brachiosaurus |
|  |               |
|  | Cedarosaurus  |
|  |               |

| Brachiosauridae | \| \| Brachiosaurus \| \| \| \| \| \| Cedarosaurus \| \| \| \| |
|                 | \| \| Brachiosaurus \| \| \| \| \| \| Cedarosaurus \| \| \| \| |
|                 | Somphospondyli                                                 |
|                 |                                                                |
|                 | Brachiosaurus                                                  |
|                 |                                                                |
|                 | Cedarosaurus                                                   |
|                 |                                                                |

|  | Brachiosaurus |
|  |               |
|  | Cedarosaurus  |
|  |               |

| Brachiosauridae | \| \| Brachiosaurus \| \| \| \| \| \| Cedarosaurus \| \| \| \| |
|                 | \| \| Brachiosaurus \| \| \| \| \| \| Cedarosaurus \| \| \| \| |
|                 | Somphospondyli                                                 |
|                 |                                                                |
|                 | Brachiosaurus                                                  |
|                 |                                                                |
|                 | Cedarosaurus                                                   |
|                 |                                                                |

|  | Brachiosaurus |
|  |               |
|  | Cedarosaurus  |
|  |               |

|  | \| \| Jobaria \| \| \| \| \| \| Atlasaurus \| \| \| \| |
|  |                                                        |
|  | Bellusaurus                                            |
|  |                                                        |
|  | Jobaria                                                |
|  |                                                        |
|  | Atlasaurus                                             |
|  |                                                        |

|  | Jobaria    |
|  |            |
|  | Atlasaurus |
|  |            |

| Brachiosauridae | \| \| Brachiosaurus \| \| \| \| \| \| Cedarosaurus \| \| \| \| |
|                 | \| \| Brachiosaurus \| \| \| \| \| \| Cedarosaurus \| \| \| \| |
|                 | Somphospondyli                                                 |
|                 |                                                                |
|                 | Brachiosaurus                                                  |
|                 |                                                                |
|                 | Cedarosaurus                                                   |
|                 |                                                                |

|  | Brachiosaurus |
|  |               |
|  | Cedarosaurus  |
|  |               |

| Brachiosauridae | \| \| Brachiosaurus \| \| \| \| \| \| Cedarosaurus \| \| \| \| |
|                 | \| \| Brachiosaurus \| \| \| \| \| \| Cedarosaurus \| \| \| \| |
|                 | Somphospondyli                                                 |
|                 |                                                                |
|                 | Brachiosaurus                                                  |
|                 |                                                                |
|                 | Cedarosaurus                                                   |
|                 |                                                                |

|  | Brachiosaurus |
|  |               |
|  | Cedarosaurus  |
|  |               |

| Brachiosauridae | \| \| Brachiosaurus \| \| \| \| \| \| Cedarosaurus \| \| \| \| |
|                 | \| \| Brachiosaurus \| \| \| \| \| \| Cedarosaurus \| \| \| \| |
|                 | Somphospondyli                                                 |
|                 |                                                                |
|                 | Brachiosaurus                                                  |
|                 |                                                                |
|                 | Cedarosaurus                                                   |
|                 |                                                                |

|  | Brachiosaurus |
|  |               |
|  | Cedarosaurus  |
|  |               |

| Brachiosauridae | \| \| Brachiosaurus \| \| \| \| \| \| Cedarosaurus \| \| \| \| |
|                 | \| \| Brachiosaurus \| \| \| \| \| \| Cedarosaurus \| \| \| \| |
|                 | Somphospondyli                                                 |
|                 |                                                                |
|                 | Brachiosaurus                                                  |
|                 |                                                                |
|                 | Cedarosaurus                                                   |
|                 |                                                                |

|  | Brachiosaurus |
|  |               |
|  | Cedarosaurus  |
|  |               |

| Brachiosauridae | \| \| Brachiosaurus \| \| \| \| \| \| Cedarosaurus \| \| \| \| |
|                 | \| \| Brachiosaurus \| \| \| \| \| \| Cedarosaurus \| \| \| \| |
|                 | Somphospondyli                                                 |
|                 |                                                                |
|                 | Brachiosaurus                                                  |
|                 |                                                                |
|                 | Cedarosaurus                                                   |
|                 |                                                                |

|  | Brachiosaurus |
|  |               |
|  | Cedarosaurus  |
|  |               |

| Brachiosauridae | \| \| Brachiosaurus \| \| \| \| \| \| Cedarosaurus \| \| \| \| |
|                 | \| \| Brachiosaurus \| \| \| \| \| \| Cedarosaurus \| \| \| \| |
|                 | Somphospondyli                                                 |
|                 |                                                                |
|                 | Brachiosaurus                                                  |
|                 |                                                                |
|                 | Cedarosaurus                                                   |
|                 |                                                                |

|  | Brachiosaurus |
|  |               |
|  | Cedarosaurus  |
|  |               |

| Brachiosauridae | \| \| Brachiosaurus \| \| \| \| \| \| Cedarosaurus \| \| \| \| |
|                 | \| \| Brachiosaurus \| \| \| \| \| \| Cedarosaurus \| \| \| \| |
|                 | Somphospondyli                                                 |
|                 |                                                                |
|                 | Brachiosaurus                                                  |
|                 |                                                                |
|                 | Cedarosaurus                                                   |
|                 |                                                                |

|  | Brachiosaurus |
|  |               |
|  | Cedarosaurus  |
|  |               |

| Brachiosauridae | \| \| Brachiosaurus \| \| \| \| \| \| Cedarosaurus \| \| \| \| |
|                 | \| \| Brachiosaurus \| \| \| \| \| \| Cedarosaurus \| \| \| \| |
|                 | Somphospondyli                                                 |
|                 |                                                                |
|                 | Brachiosaurus                                                  |
|                 |                                                                |
|                 | Cedarosaurus                                                   |
|                 |                                                                |

|  | Brachiosaurus |
|  |               |
|  | Cedarosaurus  |
|  |               |

|  | \| \| Jobaria \| \| \| \| \| \| Atlasaurus \| \| \| \| |
|  |                                                        |
|  | Bellusaurus                                            |
|  |                                                        |
|  | Jobaria                                                |
|  |                                                        |
|  | Atlasaurus                                             |
|  |                                                        |

|  | Jobaria    |
|  |            |
|  | Atlasaurus |
|  |            |

| Brachiosauridae | \| \| Brachiosaurus \| \| \| \| \| \| Cedarosaurus \| \| \| \| |
|                 | \| \| Brachiosaurus \| \| \| \| \| \| Cedarosaurus \| \| \| \| |
|                 | Somphospondyli                                                 |
|                 |                                                                |
|                 | Brachiosaurus                                                  |
|                 |                                                                |
|                 | Cedarosaurus                                                   |
|                 |                                                                |

|  | Brachiosaurus |
|  |               |
|  | Cedarosaurus  |
|  |               |

| Brachiosauridae | \| \| Brachiosaurus \| \| \| \| \| \| Cedarosaurus \| \| \| \| |
|                 | \| \| Brachiosaurus \| \| \| \| \| \| Cedarosaurus \| \| \| \| |
|                 | Somphospondyli                                                 |
|                 |                                                                |
|                 | Brachiosaurus                                                  |
|                 |                                                                |
|                 | Cedarosaurus                                                   |
|                 |                                                                |

|  | Brachiosaurus |
|  |               |
|  | Cedarosaurus  |
|  |               |

| Brachiosauridae | \| \| Brachiosaurus \| \| \| \| \| \| Cedarosaurus \| \| \| \| |
|                 | \| \| Brachiosaurus \| \| \| \| \| \| Cedarosaurus \| \| \| \| |
|                 | Somphospondyli                                                 |
|                 |                                                                |
|                 | Brachiosaurus                                                  |
|                 |                                                                |
|                 | Cedarosaurus                                                   |
|                 |                                                                |

|  | Brachiosaurus |
|  |               |
|  | Cedarosaurus  |
|  |               |

| Brachiosauridae | \| \| Brachiosaurus \| \| \| \| \| \| Cedarosaurus \| \| \| \| |
|                 | \| \| Brachiosaurus \| \| \| \| \| \| Cedarosaurus \| \| \| \| |
|                 | Somphospondyli                                                 |
|                 |                                                                |
|                 | Brachiosaurus                                                  |
|                 |                                                                |
|                 | Cedarosaurus                                                   |
|                 |                                                                |

|  | Brachiosaurus |
|  |               |
|  | Cedarosaurus  |
|  |               |

| Brachiosauridae | \| \| Brachiosaurus \| \| \| \| \| \| Cedarosaurus \| \| \| \| |
|                 | \| \| Brachiosaurus \| \| \| \| \| \| Cedarosaurus \| \| \| \| |
|                 | Somphospondyli                                                 |
|                 |                                                                |
|                 | Brachiosaurus                                                  |
|                 |                                                                |
|                 | Cedarosaurus                                                   |
|                 |                                                                |

|  | Brachiosaurus |
|  |               |
|  | Cedarosaurus  |
|  |               |

| Brachiosauridae | \| \| Brachiosaurus \| \| \| \| \| \| Cedarosaurus \| \| \| \| |
|                 | \| \| Brachiosaurus \| \| \| \| \| \| Cedarosaurus \| \| \| \| |
|                 | Somphospondyli                                                 |
|                 |                                                                |
|                 | Brachiosaurus                                                  |
|                 |                                                                |
|                 | Cedarosaurus                                                   |
|                 |                                                                |

|  | Brachiosaurus |
|  |               |
|  | Cedarosaurus  |
|  |               |

| Brachiosauridae | \| \| Brachiosaurus \| \| \| \| \| \| Cedarosaurus \| \| \| \| |
|                 | \| \| Brachiosaurus \| \| \| \| \| \| Cedarosaurus \| \| \| \| |
|                 | Somphospondyli                                                 |
|                 |                                                                |
|                 | Brachiosaurus                                                  |
|                 |                                                                |
|                 | Cedarosaurus                                                   |
|                 |                                                                |

|  | Brachiosaurus |
|  |               |
|  | Cedarosaurus  |
|  |               |

| Brachiosauridae | \| \| Brachiosaurus \| \| \| \| \| \| Cedarosaurus \| \| \| \| |
|                 | \| \| Brachiosaurus \| \| \| \| \| \| Cedarosaurus \| \| \| \| |
|                 | Somphospondyli                                                 |
|                 |                                                                |
|                 | Brachiosaurus                                                  |
|                 |                                                                |
|                 | Cedarosaurus                                                   |
|                 |                                                                |

|  | Brachiosaurus |
|  |               |
|  | Cedarosaurus  |
|  |               |

|  | \| \| Jobaria \| \| \| \| \| \| Atlasaurus \| \| \| \| |
|  |                                                        |
|  | Bellusaurus                                            |
|  |                                                        |
|  | Jobaria                                                |
|  |                                                        |
|  | Atlasaurus                                             |
|  |                                                        |

|  | Jobaria    |
|  |            |
|  | Atlasaurus |
|  |            |

| Brachiosauridae | \| \| Brachiosaurus \| \| \| \| \| \| Cedarosaurus \| \| \| \| |
|                 | \| \| Brachiosaurus \| \| \| \| \| \| Cedarosaurus \| \| \| \| |
|                 | Somphospondyli                                                 |
|                 |                                                                |
|                 | Brachiosaurus                                                  |
|                 |                                                                |
|                 | Cedarosaurus                                                   |
|                 |                                                                |

|  | Brachiosaurus |
|  |               |
|  | Cedarosaurus  |
|  |               |

| Brachiosauridae | \| \| Brachiosaurus \| \| \| \| \| \| Cedarosaurus \| \| \| \| |
|                 | \| \| Brachiosaurus \| \| \| \| \| \| Cedarosaurus \| \| \| \| |
|                 | Somphospondyli                                                 |
|                 |                                                                |
|                 | Brachiosaurus                                                  |
|                 |                                                                |
|                 | Cedarosaurus                                                   |
|                 |                                                                |

|  | Brachiosaurus |
|  |               |
|  | Cedarosaurus  |
|  |               |

| Brachiosauridae | \| \| Brachiosaurus \| \| \| \| \| \| Cedarosaurus \| \| \| \| |
|                 | \| \| Brachiosaurus \| \| \| \| \| \| Cedarosaurus \| \| \| \| |
|                 | Somphospondyli                                                 |
|                 |                                                                |
|                 | Brachiosaurus                                                  |
|                 |                                                                |
|                 | Cedarosaurus                                                   |
|                 |                                                                |

|  | Brachiosaurus |
|  |               |
|  | Cedarosaurus  |
|  |               |

| Brachiosauridae | \| \| Brachiosaurus \| \| \| \| \| \| Cedarosaurus \| \| \| \| |
|                 | \| \| Brachiosaurus \| \| \| \| \| \| Cedarosaurus \| \| \| \| |
|                 | Somphospondyli                                                 |
|                 |                                                                |
|                 | Brachiosaurus                                                  |
|                 |                                                                |
|                 | Cedarosaurus                                                   |
|                 |                                                                |

|  | Brachiosaurus |
|  |               |
|  | Cedarosaurus  |
|  |               |

| Brachiosauridae | \| \| Brachiosaurus \| \| \| \| \| \| Cedarosaurus \| \| \| \| |
|                 | \| \| Brachiosaurus \| \| \| \| \| \| Cedarosaurus \| \| \| \| |
|                 | Somphospondyli                                                 |
|                 |                                                                |
|                 | Brachiosaurus                                                  |
|                 |                                                                |
|                 | Cedarosaurus                                                   |
|                 |                                                                |

|  | Brachiosaurus |
|  |               |
|  | Cedarosaurus  |
|  |               |

| Brachiosauridae | \| \| Brachiosaurus \| \| \| \| \| \| Cedarosaurus \| \| \| \| |
|                 | \| \| Brachiosaurus \| \| \| \| \| \| Cedarosaurus \| \| \| \| |
|                 | Somphospondyli                                                 |
|                 |                                                                |
|                 | Brachiosaurus                                                  |
|                 |                                                                |
|                 | Cedarosaurus                                                   |
|                 |                                                                |

|  | Brachiosaurus |
|  |               |
|  | Cedarosaurus  |
|  |               |

| Brachiosauridae | \| \| Brachiosaurus \| \| \| \| \| \| Cedarosaurus \| \| \| \| |
|                 | \| \| Brachiosaurus \| \| \| \| \| \| Cedarosaurus \| \| \| \| |
|                 | Somphospondyli                                                 |
|                 |                                                                |
|                 | Brachiosaurus                                                  |
|                 |                                                                |
|                 | Cedarosaurus                                                   |
|                 |                                                                |

|  | Brachiosaurus |
|  |               |
|  | Cedarosaurus  |
|  |               |

| Brachiosauridae | \| \| Brachiosaurus \| \| \| \| \| \| Cedarosaurus \| \| \| \| |
|                 | \| \| Brachiosaurus \| \| \| \| \| \| Cedarosaurus \| \| \| \| |
|                 | Somphospondyli                                                 |
|                 |                                                                |
|                 | Brachiosaurus                                                  |
|                 |                                                                |
|                 | Cedarosaurus                                                   |
|                 |                                                                |

|  | Brachiosaurus |
|  |               |
|  | Cedarosaurus  |
|  |               |

|  | \| \| Jobaria \| \| \| \| \| \| Atlasaurus \| \| \| \| |
|  |                                                        |
|  | Bellusaurus                                            |
|  |                                                        |
|  | Jobaria                                                |
|  |                                                        |
|  | Atlasaurus                                             |
|  |                                                        |

|  | Jobaria    |
|  |            |
|  | Atlasaurus |
|  |            |

| Brachiosauridae | \| \| Brachiosaurus \| \| \| \| \| \| Cedarosaurus \| \| \| \| |
|                 | \| \| Brachiosaurus \| \| \| \| \| \| Cedarosaurus \| \| \| \| |
|                 | Somphospondyli                                                 |
|                 |                                                                |
|                 | Brachiosaurus                                                  |
|                 |                                                                |
|                 | Cedarosaurus                                                   |
|                 |                                                                |

|  | Brachiosaurus |
|  |               |
|  | Cedarosaurus  |
|  |               |

| Brachiosauridae | \| \| Brachiosaurus \| \| \| \| \| \| Cedarosaurus \| \| \| \| |
|                 | \| \| Brachiosaurus \| \| \| \| \| \| Cedarosaurus \| \| \| \| |
|                 | Somphospondyli                                                 |
|                 |                                                                |
|                 | Brachiosaurus                                                  |
|                 |                                                                |
|                 | Cedarosaurus                                                   |
|                 |                                                                |

|  | Brachiosaurus |
|  |               |
|  | Cedarosaurus  |
|  |               |

| Brachiosauridae | \| \| Brachiosaurus \| \| \| \| \| \| Cedarosaurus \| \| \| \| |
|                 | \| \| Brachiosaurus \| \| \| \| \| \| Cedarosaurus \| \| \| \| |
|                 | Somphospondyli                                                 |
|                 |                                                                |
|                 | Brachiosaurus                                                  |
|                 |                                                                |
|                 | Cedarosaurus                                                   |
|                 |                                                                |

|  | Brachiosaurus |
|  |               |
|  | Cedarosaurus  |
|  |               |

| Brachiosauridae | \| \| Brachiosaurus \| \| \| \| \| \| Cedarosaurus \| \| \| \| |
|                 | \| \| Brachiosaurus \| \| \| \| \| \| Cedarosaurus \| \| \| \| |
|                 | Somphospondyli                                                 |
|                 |                                                                |
|                 | Brachiosaurus                                                  |
|                 |                                                                |
|                 | Cedarosaurus                                                   |
|                 |                                                                |

|  | Brachiosaurus |
|  |               |
|  | Cedarosaurus  |
|  |               |

| Brachiosauridae | \| \| Brachiosaurus \| \| \| \| \| \| Cedarosaurus \| \| \| \| |
|                 | \| \| Brachiosaurus \| \| \| \| \| \| Cedarosaurus \| \| \| \| |
|                 | Somphospondyli                                                 |
|                 |                                                                |
|                 | Brachiosaurus                                                  |
|                 |                                                                |
|                 | Cedarosaurus                                                   |
|                 |                                                                |

|  | Brachiosaurus |
|  |               |
|  | Cedarosaurus  |
|  |               |

| Brachiosauridae | \| \| Brachiosaurus \| \| \| \| \| \| Cedarosaurus \| \| \| \| |
|                 | \| \| Brachiosaurus \| \| \| \| \| \| Cedarosaurus \| \| \| \| |
|                 | Somphospondyli                                                 |
|                 |                                                                |
|                 | Brachiosaurus                                                  |
|                 |                                                                |
|                 | Cedarosaurus                                                   |
|                 |                                                                |

|  | Brachiosaurus |
|  |               |
|  | Cedarosaurus  |
|  |               |

| Brachiosauridae | \| \| Brachiosaurus \| \| \| \| \| \| Cedarosaurus \| \| \| \| |
|                 | \| \| Brachiosaurus \| \| \| \| \| \| Cedarosaurus \| \| \| \| |
|                 | Somphospondyli                                                 |
|                 |                                                                |
|                 | Brachiosaurus                                                  |
|                 |                                                                |
|                 | Cedarosaurus                                                   |
|                 |                                                                |

|  | Brachiosaurus |
|  |               |
|  | Cedarosaurus  |
|  |               |

| Brachiosauridae | \| \| Brachiosaurus \| \| \| \| \| \| Cedarosaurus \| \| \| \| |
|                 | \| \| Brachiosaurus \| \| \| \| \| \| Cedarosaurus \| \| \| \| |
|                 | Somphospondyli                                                 |
|                 |                                                                |
|                 | Brachiosaurus                                                  |
|                 |                                                                |
|                 | Cedarosaurus                                                   |
|                 |                                                                |

|  | Brachiosaurus |
|  |               |
|  | Cedarosaurus  |
|  |               |

|  | \| \| Jobaria \| \| \| \| \| \| Atlasaurus \| \| \| \| |
|  |                                                        |
|  | Bellusaurus                                            |
|  |                                                        |
|  | Jobaria                                                |
|  |                                                        |
|  | Atlasaurus                                             |
|  |                                                        |

|  | Jobaria    |
|  |            |
|  | Atlasaurus |
|  |            |

| Brachiosauridae | \| \| Brachiosaurus \| \| \| \| \| \| Cedarosaurus \| \| \| \| |
|                 | \| \| Brachiosaurus \| \| \| \| \| \| Cedarosaurus \| \| \| \| |
|                 | Somphospondyli                                                 |
|                 |                                                                |
|                 | Brachiosaurus                                                  |
|                 |                                                                |
|                 | Cedarosaurus                                                   |
|                 |                                                                |

|  | Brachiosaurus |
|  |               |
|  | Cedarosaurus  |
|  |               |

| Brachiosauridae | \| \| Brachiosaurus \| \| \| \| \| \| Cedarosaurus \| \| \| \| |
|                 | \| \| Brachiosaurus \| \| \| \| \| \| Cedarosaurus \| \| \| \| |
|                 | Somphospondyli                                                 |
|                 |                                                                |
|                 | Brachiosaurus                                                  |
|                 |                                                                |
|                 | Cedarosaurus                                                   |
|                 |                                                                |

|  | Brachiosaurus |
|  |               |
|  | Cedarosaurus  |
|  |               |

| Brachiosauridae | \| \| Brachiosaurus \| \| \| \| \| \| Cedarosaurus \| \| \| \| |
|                 | \| \| Brachiosaurus \| \| \| \| \| \| Cedarosaurus \| \| \| \| |
|                 | Somphospondyli                                                 |
|                 |                                                                |
|                 | Brachiosaurus                                                  |
|                 |                                                                |
|                 | Cedarosaurus                                                   |
|                 |                                                                |

|  | Brachiosaurus |
|  |               |
|  | Cedarosaurus  |
|  |               |

| Brachiosauridae | \| \| Brachiosaurus \| \| \| \| \| \| Cedarosaurus \| \| \| \| |
|                 | \| \| Brachiosaurus \| \| \| \| \| \| Cedarosaurus \| \| \| \| |
|                 | Somphospondyli                                                 |
|                 |                                                                |
|                 | Brachiosaurus                                                  |
|                 |                                                                |
|                 | Cedarosaurus                                                   |
|                 |                                                                |

|  | Brachiosaurus |
|  |               |
|  | Cedarosaurus  |
|  |               |

| Brachiosauridae | \| \| Brachiosaurus \| \| \| \| \| \| Cedarosaurus \| \| \| \| |
|                 | \| \| Brachiosaurus \| \| \| \| \| \| Cedarosaurus \| \| \| \| |
|                 | Somphospondyli                                                 |
|                 |                                                                |
|                 | Brachiosaurus                                                  |
|                 |                                                                |
|                 | Cedarosaurus                                                   |
|                 |                                                                |

|  | Brachiosaurus |
|  |               |
|  | Cedarosaurus  |
|  |               |

| Brachiosauridae | \| \| Brachiosaurus \| \| \| \| \| \| Cedarosaurus \| \| \| \| |
|                 | \| \| Brachiosaurus \| \| \| \| \| \| Cedarosaurus \| \| \| \| |
|                 | Somphospondyli                                                 |
|                 |                                                                |
|                 | Brachiosaurus                                                  |
|                 |                                                                |
|                 | Cedarosaurus                                                   |
|                 |                                                                |

|  | Brachiosaurus |
|  |               |
|  | Cedarosaurus  |
|  |               |

| Brachiosauridae | \| \| Brachiosaurus \| \| \| \| \| \| Cedarosaurus \| \| \| \| |
|                 | \| \| Brachiosaurus \| \| \| \| \| \| Cedarosaurus \| \| \| \| |
|                 | Somphospondyli                                                 |
|                 |                                                                |
|                 | Brachiosaurus                                                  |
|                 |                                                                |
|                 | Cedarosaurus                                                   |
|                 |                                                                |

|  | Brachiosaurus |
|  |               |
|  | Cedarosaurus  |
|  |               |

| Brachiosauridae | \| \| Brachiosaurus \| \| \| \| \| \| Cedarosaurus \| \| \| \| |
|                 | \| \| Brachiosaurus \| \| \| \| \| \| Cedarosaurus \| \| \| \| |
|                 | Somphospondyli                                                 |
|                 |                                                                |
|                 | Brachiosaurus                                                  |
|                 |                                                                |
|                 | Cedarosaurus                                                   |
|                 |                                                                |

|  | Brachiosaurus |
|  |               |
|  | Cedarosaurus  |
|  |               |

## Paleoecología

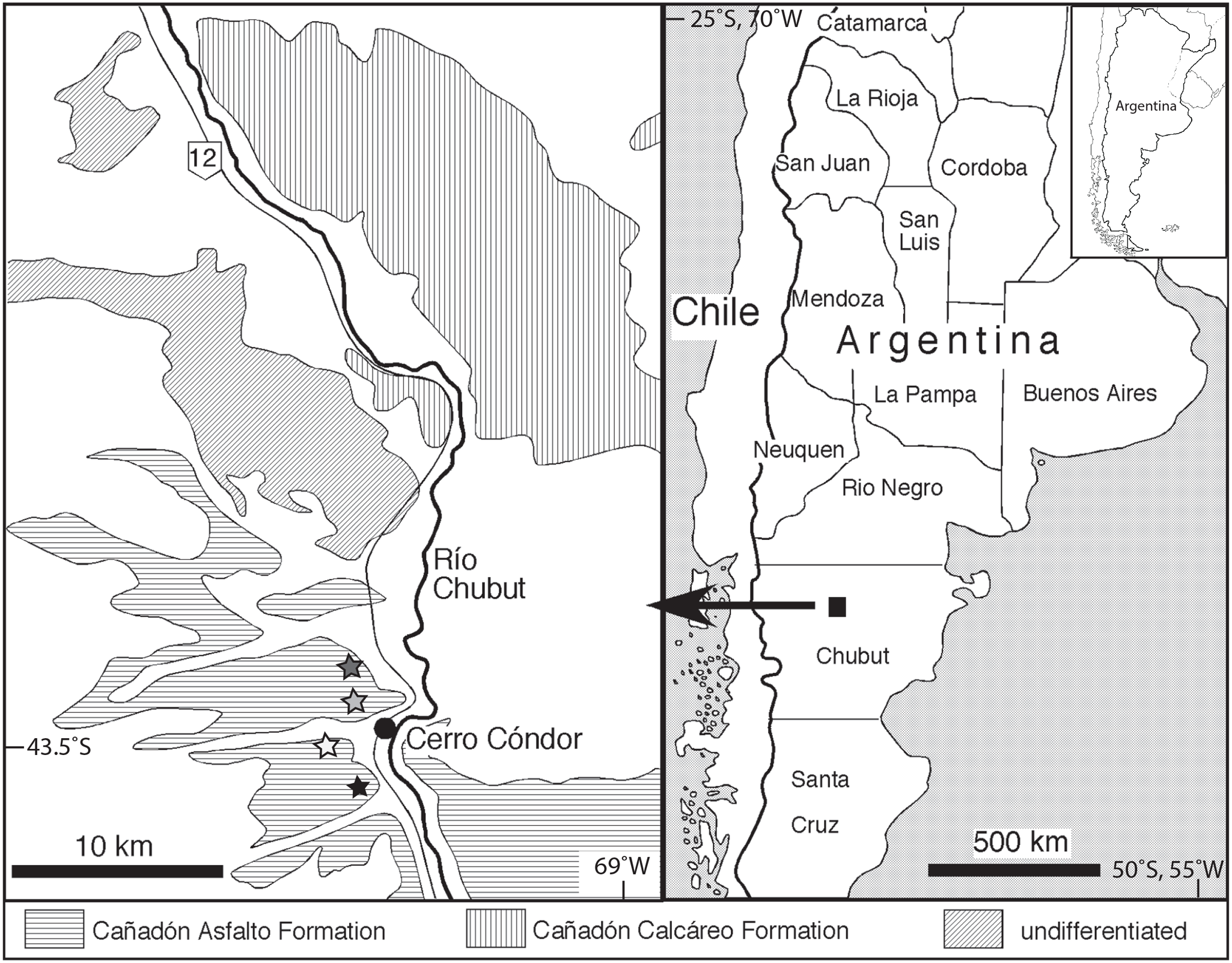
Localización de la Formación Cañadón Asfalto y mapa.

Patagosaurus fue descubierto en la Formación Cañadón Asfalto del Jurásico medio, que conserva una gran variedad de flora y fauna. De hecho, Escapa et al. señaló que "el registro fósil de esta formación representa la biota más completa conocida desde el Jurásico Medio a Tardío continental del Hemisferio Sur y una de las más completas del mundo entero". La Formación Cañadón Asfalto, que fue depositada hace unos 165 a 161 millones de años, era un ecosistema exuberante, en el que vivían muchos organismos. En el Jurásico medio, la región habría sido parte de la gran masa continental del sur de Gondwana. La mayoría de las plantas son coníferas, aunque los helechos y equisetales también son abundantes. Directamente debajo de la formación hay una capa de ceniza, lo que indica un volcán cercano.
La fauna está dominada por tetrápodos, que van desde anfibios acuáticos hasta tortugas terrestres , mamíferos y dinosaurios. El único anfibio conocido es Notobatrachus. las tortugas están representadas por una forma distinta que se llamó Condorchelys, se conocen mamíferos de unos pocos géneros, incluidos Argentoconodon, Asfaltomylos y Henosferus. Se han identificado múltiples dinosaurios, incluidos los saurópodos Volkheimeria, Patagosaurus y Bagualia y los terópodos incluyen los relacionados Piatnitzkysaurus y Condorraptor.